# Sportliche Vereinigung Blau-Weiß 1890 1985-1986
Questa voce raccoglie le informazioni riguardanti la Sportliche Vereinigung Blau-Weiß 1890 nelle competizioni ufficiali della stagione 1985-1986.

## Stagione
Nella stagione 1985-1986 il Blau-Weiss Berlin, allenato da Bernd Hoss, concluse il campionato di 2. Bundesliga al 2º posto. In Coppa di Germania il Blau-Weiss Berlin fu eliminato agli ottavi di finale dal Sandhausen.

## Rosa
| N. |                     | Ruolo | Calciatore       |
| -- | ------------------- | ----- | ---------------- |
|    | Germania (bandiera) | P     | Holger Gehrke    |
|    | Germania (bandiera) | P     | Reinhard Mager   |
|    | Germania (bandiera) | D     | Dieter Brefort   |
|    | Germania (bandiera) | D     | Bernd Gerber     |
|    | Germania (bandiera) | D     | Jürgen Haller    |
|    | Germania (bandiera) | D     | Manfred Hellmann |
|    | Germania (bandiera) | D     | Michael Schmidt  |
|    | Germania (bandiera) | D     | Helmut Schweger  |
|    | Turchia (bandiera)  | C     | Feridun Alkan    |
|    | Norvegia (bandiera) | C     | Vetle Andersen   |

| N. |                     | Ruolo | Calciatore       |
| -- | ------------------- | ----- | ---------------- |
|    | Germania (bandiera) | C     | Norbert Bebensee |
|    | Irlanda (bandiera)  | C     | Alan Clarke      |
|    | Germania (bandiera) | C     | Egon Flad        |
|    | Germania (bandiera) | C     | Hans-Peter Stark |
|    | Germania (bandiera) | A     | Leo Bunk         |
|    | Germania (bandiera) | A     | Stefan Dinauer   |
|    | Germania (bandiera) | A     | Jörg Gaedke      |
|    | Germania (bandiera) | A     | Bodo Mattern     |
|    | Germania (bandiera) | A     | Christian Müller |
|    | Germania (bandiera) | A     | Peter Saternus   |

## Organigramma societario
Area tecnica
- Allenatore: Bernd Hoss
- Allenatore in seconda:
- Preparatore dei portieri:
- Preparatori atletici:

## Calciomercato

### Sessione estiva
| Acquisti | Acquisti      | Acquisti        | Acquisti |
| R.       | Nome          | da              | Modalità |
| -------- | ------------- | --------------- | -------- |
| C        | Feridun Alkan | Preußen Münster |          |

| Cessioni | Cessioni       | Cessioni         | Cessioni |
| R.       | Nome           | a                | Modalità |
| -------- | -------------- | ---------------- | -------- |
| D        | Alf Fistler    | Hertha Berlino   |          |
| A        | Bernd Krumbein | Arminia Hannover |          |

### Sessione invernale
| Acquisti | Acquisti | Acquisti | Acquisti |
| R.       | Nome     | da       | Modalità |
| -------- | -------- | -------- | -------- |

| Cessioni | Cessioni | Cessioni | Cessioni |
| R.       | Nome     | a        | Modalità |
| -------- | -------- | -------- | -------- |

## Risultati

### 2. Bundesliga

#### Girone di andata
| Arbitro: | Bauer |

|            |           |          |
| Thomas 41’ | Marcatori | 18’ Bunk |

| Arbitro: | Roth |

|                                               |           |  |
| Bunk 47’ (rig.), 82’ Mattern 52’ Hellmann 88’ | Marcatori |  |

| Arbitro: | Strigel |

|                        |           |             |
| Günther 23’ Künast 72’ | Marcatori | 14’ Mattern |

| Arbitro: | Correll |

|                                  |           |               |
| Bunk 44’ (rig.), 79’ Mattern 86’ | Marcatori | 9’ Tschiskale |

| Arbitro: | Kasperowski |

|                                                |           |                     |
| Kuhl 8’ Labbadia 29’ (rig.), 56’ Scheepers 64’ | Marcatori | 8’ Bunk 24’ Mattern |

| Berlino 31 agosto 1985, ore 15:00 CEST 6ª giornata | Blau-Weiß Berlin | 0 – 0 referto | Duisburg | Stadio Olimpico (8 087 spett.)\| Arbitro: \| Diekert \| |
| Arbitro:                                           | Diekert          |               |          |                                                         |

| Osnabrück 4 settembre 1985, ore 19:30 CEST 7ª giornata | Osnabrück   | 0 – 0 referto | Blau-Weiß Berlin | Stadion an der Bremer Brücke (6 000 spett.)\| Arbitro: \| Assenmacher \| |
| Arbitro:                                               | Assenmacher |               |                  |                                                                          |

| Arbitro: | Retzmann |

|             |           |                                |
| Mattern 26’ | Marcatori | 59’ (rig.) Knecht 77’ Lindenau |

| Arbitro: | Gangkofer |

|         |           |              |
| Sané 2’ | Marcatori | 6’, 45’ Bunk |

| Arbitro: | Theobald |

|                         |           |                      |
| Hellmann 27’ Gaedke 45’ | Marcatori | 25’, 45’ Grillemeier |

| Arbitro: | Müller |

|                                            |           |                                  |
| Steubing 1’, 78’ Pontzen 32’ Jurgeleit 69’ | Marcatori | 5’ Bebensee 34’ Mattern 76’ Bunk |

| Arbitro: | Föckler |

|            |           |                |
| Gaedke 43’ | Marcatori | 15’ Olaidotter |

| Arbitro: | Probst |

|                            |           |                                         |
| Krella 35’ Pickenäcker 54’ | Marcatori | 48’ Mattern 50’ (aut.) Hahn 59’ Dinauer |

| Arbitro: | Wahmann |

|             |           |                |
| Dinauer 86’ | Marcatori | 14’ Tripbacher |

| Arbitro: | Steinborn |

|                       |           |             |
| Freiler 4’ Dooley 71’ | Marcatori | 63’ Mattern |

| Arbitro: | Kasperowski |

|                          |           |            |
| Brefort 3’ Bunk 14’, 67’ | Marcatori | 69’ Helmer |

| Arbitro: | Amerell |

|  |           |                                      |
|  | Marcatori | 36’ Hellmann 50’ Schweger 89’ Gaedke |

| Arbitro: | Eli |

|          |           |             |
| Bunk 79’ | Marcatori | 81’ Hecking |

| Arbitro: | Gabor |

|  |           |                                       |
|  | Marcatori | 4’, 74’ Mattern 13’ Hellmann 58’ Bunk |

#### Girone di ritorno
| Arbitro: | Ermer |

|             |           |  |
| Schmidt 88’ | Marcatori |  |

| Arbitro: | Reinstädtler |

|                          |           |                       |
| Stockinger 75’, 85’, 90’ | Marcatori | 43’ Flad 83’ Hellmann |

| Arbitro: | Bruch |

|              |           |               |
| Saternus 78’ | Marcatori | 31’ Pilipović |

| Arbitro: | Steffens |

|                |           |          |
| Tschiskale 83’ | Marcatori | 74’ Flad |

| Arbitro: | Heitmann |

|                                          |           |            |
| Bunk 3’, 63’, 74’ Gaedke 23’ Mattern 27’ | Marcatori | 64’ Trares |

| Arbitro: | Broska |

|  |           |                                                |
|  | Marcatori | 53’ Dinauer 57’ Clarke 69’ Hellmann 87’ Gaedke |

| Berlino 1º marzo 1986, ore 15:00 CET 26ª giornata | Blau-Weiß Berlin | 0 – 0 referto | Osnabrück | Stadio Olimpico (1 379 spett.)\| Arbitro: \| Steffens \| |
| Arbitro:                                          | Steffens         |               |           |                                                          |

| Arbitro: | Müller |

|                          |           |                                  |
| Tobollik 82’, 86’ (rig.) | Marcatori | 6’ Mattern 16’ Bunk 40’ Hellmann |

| Arbitro: | Wahmann |

|                                              |           |        |
| Clarke 54’ Bebensee 57’ Flad 67’ Mattern 71’ | Marcatori | 5’ Löw |

| Arbitro: | Neuner |

|                            |           |                     |
| Lellek 62’ Grillemeier 69’ | Marcatori | 34’ Bunk 75’ Gaedke |

| Arbitro: | Hontheim |

|                                     |           |               |
| Hellmann 22’ Clarke 75’ Mattern 90’ | Marcatori | 56’ Jurgeleit |

| Arbitro: | Puchalski |

|                       |           |                          |
| Merkle 36’ Hobday 49’ | Marcatori | 10’, 90’ Bunk 28’ Gaedke |

| Arbitro: | Merk |

|                                |           |                              |
| Bunk 26’, 64’, 72’ Mattern 62’ | Marcatori | 76’ Abramczik 81’ Krstičević |

| Arbitro: | Hellwig |

|  |           |                       |
|  | Marcatori | 64’ (aut.) Kindermann |

| Arbitro: | Jupe |

|  |           |                                   |
|  | Marcatori | 16’ Mörsdorf 69’ (rig.) Friedmann |

| Arbitro: | Reinstädtler |

|          |           |              |
| Kohn 67’ | Marcatori | 64’ Bebensee |

| Arbitro: | Bodmer |

|                               |           |              |
| Bunk 5’ Gaedke 20’ Clarke 66’ | Marcatori | 36’ Grabosch |

| Arbitro: | Retzmann |

|              |           |          |
| Bakalorz 88’ | Marcatori | 18’ Bunk |

| Arbitro: | Weber |

|          |           |                         |
| Bunk 56’ | Marcatori | 29’ Fotiadis 89’ Bialon |

### Coppa di Germania
| Arbitro: | Kasper |

|                                  |           |  |
| Bunk 7’, 48’ (rig.) Hellmann 19’ | Marcatori |  |

| Arbitro: | Andres |

|  |           |          |
|  | Marcatori | 16’ Bunk |

| Arbitro: | Werner |

|                       |           |                       |
| Dais 26’, 60’ Löw 61’ | Marcatori | 66’ Bebensee 79’ Flad |

## Statistiche

### Statistiche di squadra
| Competizione      | Punti | In casa | In casa | In casa | In casa | In casa | In casa | In trasferta | In trasferta | In trasferta | In trasferta | In trasferta | In trasferta | Totale | Totale | Totale | Totale | Totale | Totale | DR  |
| Competizione      | Punti | G       | V       | N       | P       | Gf      | Gs      | G            | V            | N            | P            | Gf           | Gs           | G      | V      | N      | P      | Gf     | Gs     | DR  |
| ----------------- | ----- | ------- | ------- | ------- | ------- | ------- | ------- | ------------ | ------------ | ------------ | ------------ | ------------ | ------------ | ------ | ------ | ------ | ------ | ------ | ------ | --- |
| 2. Bundesliga     | 47    | 19      | 9       | 7       | 3       | 38      | 20      | 19           | 8            | 6            | 5            | 38           | 28           | 38     | 17     | 13     | 8      | 76     | 48     | +28 |
| Coppa di Germania | -     | 1       | 1       | 0       | 0       | 3       | 0       | 2            | 1            | 0            | 1            | 3            | 3            | 3      | 2      | 0      | 1      | 6      | 3      | +3  |
| Totale            | 47    | 20      | 10      | 7       | 3       | 41      | 20      | 21           | 9            | 6            | 6            | 41           | 31           | 41     | 19     | 13     | 9      | 82     | 51     | +31 |

### Andamento in campionato
| Giornata  | 1 | 2 | 3  | 4 | 5  | 6  | 7  | 8  | 9  | 10 | 11 | 12 | 13 | 14 | 15 | 16 | 17 | 18 | 19 | 20 | 21 | 22 | 23 | 24 | 25 | 26 | 27 | 28 | 29 | 30 | 31 | 32 | 33 | 34 | 35 | 36 | 37 | 38 |
| --------- | - | - | -- | - | -- | -- | -- | -- | -- | -- | -- | -- | -- | -- | -- | -- | -- | -- | -- | -- | -- | -- | -- | -- | -- | -- | -- | -- | -- | -- | -- | -- | -- | -- | -- | -- | -- | -- |
| Luogo     | T | C | T  | C | T  | C  | T  | C  | T  | C  | T  | C  | T  | C  | T  | C  | T  | C  | T  | C  | T  | C  | T  | C  | T  | C  | T  | C  | T  | C  | T  | C  | T  | C  | T  | C  | T  | C  |
| Risultato | N | V | P  | V | P  | N  | N  | P  | V  | N  | P  | N  | V  | N  | P  | V  | V  | N  | V  | V  | P  | N  | N  | V  | V  | N  | V  | V  | N  | V  | V  | V  | V  | P  | N  | V  | N  | P  |
| Posizione | 9 | 3 | 10 | 7 | 11 | 12 | 10 | 13 | 12 | 10 | 11 | 12 | 11 | 10 | 11 | 10 | 10 | 9  | 7  | 5  | 7  | 8  | 9  | 7  | 5  | 6  | 5  | 5  | 4  | 4  | 3  | 2  | 1  | 2  | 2  | 2  | 2  | 2  |

Legenda:

Luogo: C = Casa; T = Trasferta. Risultato: V = Vittoria; N = Pareggio; P = Sconfitta.

### Statistiche dei giocatori
!! colspan="4" | Totale

| Giocatore   | 2. Bundesliga | 2. Bundesliga | 2. Bundesliga | 2. Bundesliga | Coppa di Germania F. Alkan | Coppa di Germania F. Alkan | Coppa di Germania F. Alkan | Coppa di Germania F. Alkan | 13       | 0    | 2           | 0          | 2 | 0 | 0 | 0 | 15 | 0 | 2 | 0 |
| Giocatore   | Presenze      | Reti          | Ammonizioni   | Espulsioni    | Presenze                   | Reti                       | Ammonizioni                | Espulsioni                 | Presenze | Reti | Ammonizioni | Espulsioni |   |   |   |   |    |   |   |   |
| V. Andersen | 3             | 0             | 0             | 0             | 0                          | 0                          | 0                          | 0                          | 3        | 0    | 0           | 0          |   |   |   |   |    |   |   |   |
| N. Bebensee | 37            | 3             | 2             | 0             | 3                          | 1                          | 1                          | 0                          | 40       | 4    | 3           | 0          |   |   |   |   |    |   |   |   |
| D. Brefort  | 25            | 1             | 2             | 0             | 2                          | 0                          | 0                          | 0                          | 27       | 1    | 2           | 0          |   |   |   |   |    |   |   |   |
| L. Bunk     | 38            | 26            | 2             | 0             | 3                          | 3                          | 1                          | 0                          | 41       | 29   | 3           | 0          |   |   |   |   |    |   |   |   |
| A. Clarke   | 14            | 4             | 1             | 0             | 2                          | 0                          | 0                          | 0                          | 16       | 4    | 1           | 0          |   |   |   |   |    |   |   |   |
| S. Dinauer  | 17            | 3             | 3             | 0             | 3                          | 0                          | 0                          | 0                          | 20       | 3    | 3           | 0          |   |   |   |   |    |   |   |   |
| E. Flad     | 37            | 3             | 6             | 0             | 3                          | 1                          | 1                          | 0                          | 40       | 4    | 7           | 0          |   |   |   |   |    |   |   |   |
| J. Gaedke   | 34            | 8             | 2             | 0             | 2                          | 0                          | 0                          | 0                          | 36       | 8    | 2           | 0          |   |   |   |   |    |   |   |   |
| H. Gehrke   | 7             | 0             | 0             | 0             | 2                          | 0                          | 0                          | 0                          | 9        | 0    | 0           | 0          |   |   |   |   |    |   |   |   |
| B. Gerber   | 36            | 0             | 6             | 0             | 3                          | 0                          | 0                          | 0                          | 39       | 0    | 6           | 0          |   |   |   |   |    |   |   |   |
| J. Haller   | 27            | 0             | 9             | 1             | 2                          | 0                          | 0                          | 0                          | 29       | 0    | 9           | 1          |   |   |   |   |    |   |   |   |
| M. Hellmann | 38            | 8             | 2             | 0             | 3                          | 1                          | 1                          | 0                          | 41       | 9    | 3           | 0          |   |   |   |   |    |   |   |   |
| R. Mager    | 32            | 0             | 1             | 1             | 1                          | 0                          | 0                          | 0                          | 33       | 0    | 1           | 1          |   |   |   |   |    |   |   |   |
| B. Mattern  | 36            | 15            | 5             | 0             | 3                          | 0                          | 1                          | 0                          | 39       | 15   | 6           | 0          |   |   |   |   |    |   |   |   |
| C. Müller   | 2             | 0             | 0             | 0             | 0                          | 0                          | 0                          | 0                          | 2        | 0    | 0           | 0          |   |   |   |   |    |   |   |   |
| P. Saternus | 2             | 1             | 0             | 0             | 0                          | 0                          | 0                          | 0                          | 2        | 1    | 0           | 0          |   |   |   |   |    |   |   |   |
| M. Schmidt  | 36            | 1             | 5             | 0             | 2                          | 0                          | 1                          | 0                          | 38       | 1    | 6           | 0          |   |   |   |   |    |   |   |   |
| H. Schweger | 13            | 1             | 1             | 0             | 2                          | 0                          | 0                          | 0                          | 15       | 1    | 1           | 0          |   |   |   |   |    |   |   |   |
| H. Stark    | 32            | 0             | 6             | 0             | 0                          | 0                          | 0                          | 0                          | 32       | 0    | 6           | 0          |   |   |   |   |    |   |   |   |